# Arthur Horace James

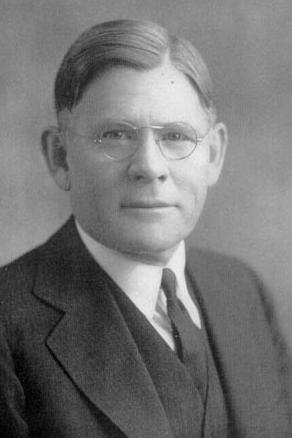
Arthur Horace James, ca. 1938

Arthur Horace James (* 14. Juli 1883 in Plymouth, Luzerne County, Pennsylvania; † 27. April 1973 ebenda) war ein US-amerikanischer Politiker (Republikanische Partei) und von 1939 bis 1943 der 33. Gouverneur des Bundesstaates Pennsylvania.

## Frühe Jahre und politischer Aufstieg
Arthur James war der Sohn eines Bergbauarbeiters, der im Steinkohleabbau beschäftigt war. Der junge James musste in seiner Jugend außerhalb der Schulzeiten oft selbst im Bergbau arbeiten. Im Jahr 1901 absolvierte Arthur James die Plymouth Highschool. Danach schrieb er sich an der Dickinson Law School ein, wo er Jura studierte. Im Jahr 1904 bestand er sein Examen und wurde als Anwalt zugelassen, worauf er in seiner Heimatstadt in seinem neuen Beruf tätig wurde. Später eröffnete er in der Ortschaft Wilkes-Barre ein weiteres Anwaltsbüro.
Im Jahr 1920 wurde er Bezirksstaatsanwalt im Luzerne County. Dieses Amt behielt er bis 1926. Zwischen 1927 und 1931 war er unter Gouverneur John Stuchell Fisher dessen Vizegouverneur. Von 1932 bis 1939 amtierte er als Richter an einem Kammergericht (Superior Court) in Pennsylvania. 1938 bewarb er sich um die Nominierung seiner Partei für das Amt des Gouverneurs. Es gelang ihm, die Vorwahlen gegen den früheren Gouverneur Gifford Pinchot zu gewinnen. Am 8. November 1938 siegte er auch bei den eigentlichen Wahlen gegen die durch Korruptionsvorwürfe geschwächte Demokratische Partei.

## Gouverneur von Pennsylvania
Arthur James trat seine vierjährige Amtszeit am 17. Januar 1939 an. In dieser Zeit wurde in Pennsylvania ein Handelsministerium gegründet. Auch eine Steinkohlekommission wurde geschaffen. Gegen den Alkoholkonsum wurden neue Gesetze erlassen (nach der Abschaffung des Prohibitionsgesetzes auf Bundesebene im Jahr 1933 wurde es den einzelnen Bundesstaaten überlassen, ihre eigenen Gesetze zu erlassen). Der Gouverneur zeigte sich eher den Interessen der Arbeitgeber verbunden. Einige der vor seiner Zeit eingeführten Sozialgesetze wurden wieder aufgehoben. Ein Stellenabbau in der Verwaltung führte zu einer Entlassung von 2000 Bediensteten. Bereits laufende Projekte wurden gestoppt, um die Ausgaben zu reduzieren. Sitzstreiks wurden gesetzlich verboten.
Nach dem Eintritt der Vereinigten Staaten in den Zweiten Weltkrieg am 7. Dezember 1941 musste auch in Pennsylvania die Produktion auf Rüstungsgüter umgestellt werden. Junge Männer wurden gemustert und den Streitkräften zugeführt. Auch ein Verteidigungsrat für Pennsylvania wurde wieder eingerichtet; diesen Rat hatte es auch schon während des Ersten Weltkriegs gegeben. Nachdem die Nationalgarde der US-Armee unterstellt worden war, rekrutierte der Gouverneur eine Ersatztruppe.

## Weiterer Lebensweg
Nach dem Ende seiner Amtszeit erhielt James seine alte Richterstelle zurück. Diese behielt er aber nur bis 1944. Daraufhin kehrte er nach Plymouth zurück, wo er wieder als Anwalt arbeitete. Arthur James war aber in vielen akademischen und juristischen Vereinigungen aktiv. Er starb im Jahr 1973 mit fast 90 Jahren. Ex-Gouverneur James war zweimal verheiratet und hatte zwei Kinder.